# Elsy Jacobs
Elsy Jacobs, née le 4 mars 1933 à Garnich, morte le 27 février 1998 à Guémené-sur-Scorff, est une coureuse cycliste luxembourgeoise. En 1958, elle a remporté le premier Championnat du monde de cyclisme sur route féminin qui soit organisé.

## Informations biographiques

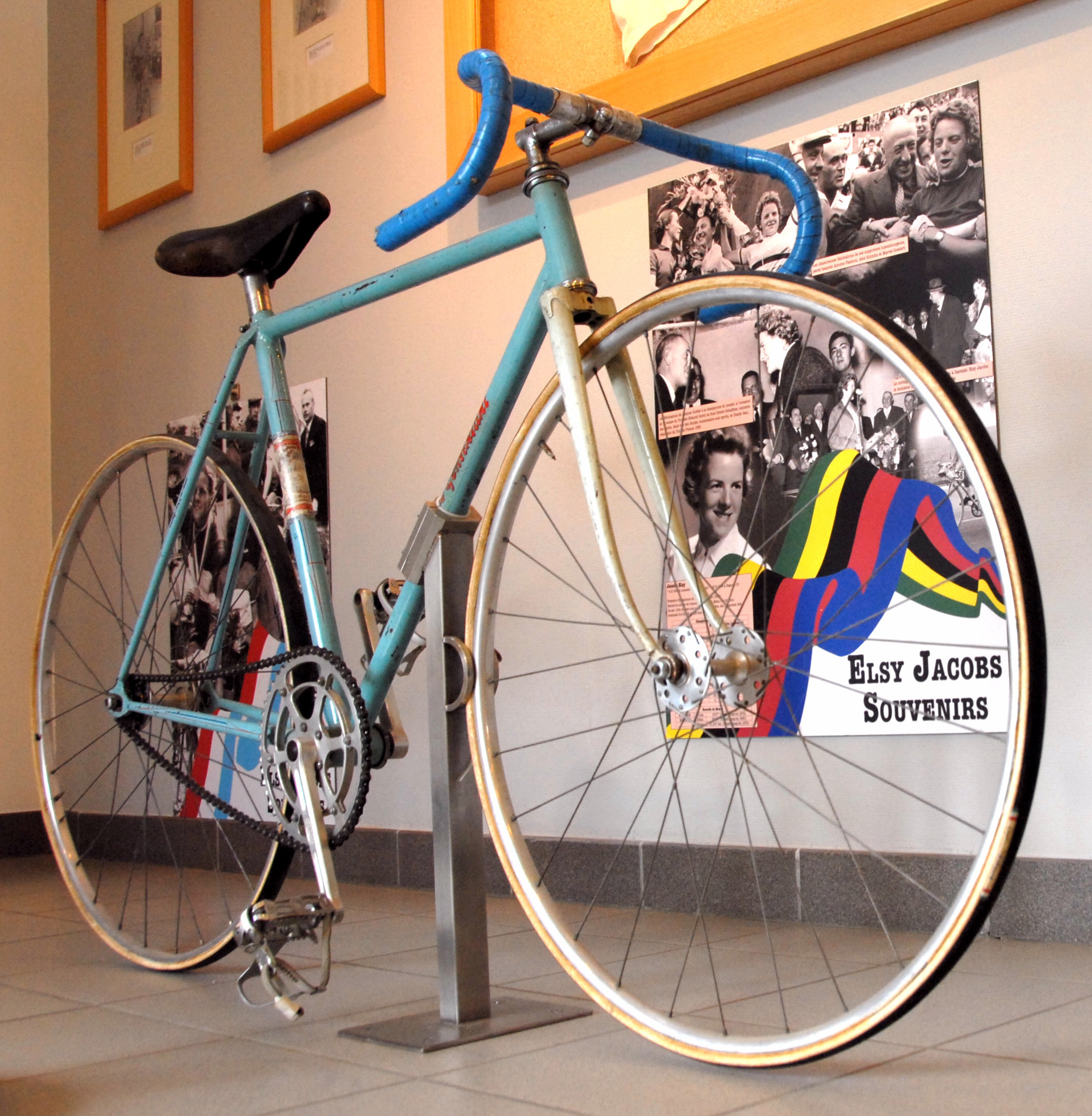
Vélo d'Elsy Jacobs exposé au centre sportif portant son nom à Garnich.

Elle était issue d'une famille nombreuse, où trois de ses frères ont fait de la compétition cycliste, dont un de ceux-ci, Edmond, a participé au Tour de France 1956. Les annales du cyclisme retiennent son nom à double titre. Le 30 août 1958, à Reims, elle gagne le premier titre mondial de la compétition cycliste sur route féminin, créé par l'UCI.
 Sur sa lancée, le 9 novembre 1958, sur la piste du vélodrome Vigorelli à Milan, elle établissait un nouveau record du monde de l'heure (féminin) en parcourant 41,347 km dans le temps imparti. Ce record devait tenir quatorze années.
En 1975 Elsy Jacobs a acquis la nationalité française.
Une course cycliste de niveau élite lui est dédiée depuis 2008, appelée Festival Elsy Jacobs.

## Palmarès
- 1958 
  -  Championne du monde sur route
- 1959
  -  Championne du Luxembourg sur route
  -  2e du championnat du monde de poursuite individuelle
- 1960
  -  Championne du Luxembourg sur route
  - Polymultipliée de Chanteloup
- 1961
  -  Championne du Luxembourg sur route
  -  3e du championnat du monde sur route
- 1962
  -  Championne du Luxembourg sur route
  - Polymultipliée de Chanteloup[7]
- 1963
  -  Championne du Luxembourg sur route
  - 9e du championnat du monde sur route
- 1964
  -  Championne du Luxembourg sur route
  - 5e du championnat du monde sur route
- 1965
  -  Championne du Luxembourg sur route
  - 9e du championnat du monde sur route
- 1966
  -  Championne du Luxembourg sur route
  - 4e du championnat du monde sur route
- 1967
  -  Championne du Luxembourg sur route
  - 8e du championnat du monde sur route
- 1968
  -  Championne du Luxembourg sur route
  - 4e du championnat du monde sur route
- 1970
  -  Championne du Luxembourg sur route
  - Grand Prix des Forges
- 1971
  -  Championne du Luxembourg sur route
- 1972
  -  Championne du Luxembourg sur route
- 1973
  -  Championne du Luxembourg sur route
- 1974
  -  Championne du Luxembourg sur route[8]